# Jakob Weinbacher

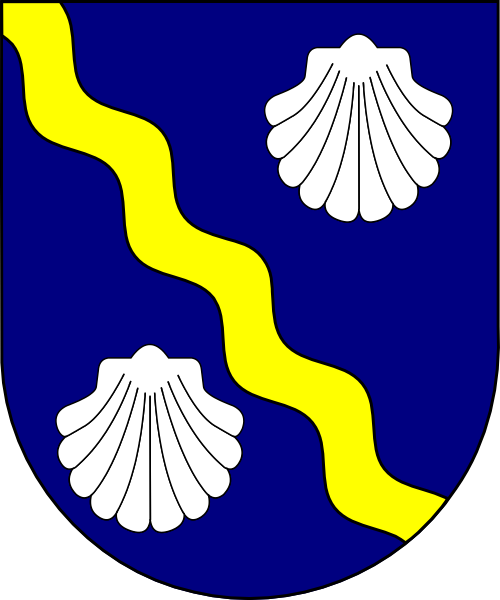
Bischofswappen des Jakob Weinbacher

Jakob Weinbacher (* 20. Dezember 1901 in Wien; † 15. Juni 1985 ebenda) war ein österreichischer katholischer Geistlicher. Er fungierte u. a. als Leiter der Caritas Österreich, Generalvikar der Erzdiözese Wien, Rektor der Anima in Rom sowie als Sekretär der Österreichischen Bischofskonferenz. 1962 wurde er Weihbischof in der Erzdiözese Wien.

## Biographie
Jakob Weinbacher empfing am 20. Juli 1924 im Stephansdom die Priesterweihe. Zwei Jahre wirkte er als Kooperator in Laa an der Thaya und wurde 1926 zum erzbischöflichen Zeremoniär ernannt. 1930 erwarb er an der Universität Wien den Abschluss als Dr. theol. 1932 erwarb er an der Lateranuniversität den Abschluss als Dr. iur. can. und wurde von Kardinal Innitzer zum Sekretär ernannt. 1933 wurde er päpstlicher Ehrenkämmerer. 1938 verteidigte er, damals erzbischöflicher Sekretär von Theodor Kardinal Innitzer, zusammen mit Franz Jáchym das Erzbischöfliche Palais in Wien gegen die Erstürmung durch Schlägertrupps der Hitler-Jugend (Rosenkranz-Demonstration).
Die Gestapo verhaftete Jakob Weinbacher 1939, ein Jahr nach dem „Anschluss“, und verbannte ihn nach Parchim in Mecklenburg. 1940 wurde er im Konzentrationslager Dachau interniert und erhielt anschließend „Gauverweis“: Er musste sich für 22 Monate nach Pommern in das Carolusstift in Stettin begeben. Dort wurde er 1943 zum zweiten Mal verhaftet und fast zwei Jahre in Stettin inhaftiert.
Nach dem Ende des Zweiten Weltkrieges wurde er 1945 Domkapitular am Stephansdom und war er von 1947 bis 1952 Leiter der Caritas Österreich. Von 1950 bis 1952 war er Generalvikar der Erzdiözese Wien. Als Apostolischer Protonotar war Weinbacher von 1952 bis 1961 Rektor des Collegio Teutonico di Santa Maria dell’Anima und von 1961 bis 1969 wiederum Generalvikar der Erzdiözese Wien. Er war von 1961 bis 1977 Sekretär der Österreichischen Bischofskonferenz. Er war Präsident der Wiener Katholischen Akademie.
Papst Johannes XXIII. ernannte ihn zum Titularbischof von Thala und berief ihn zum Weihbischof in der Erzdiözese Wien. Die Bischofsweihe am 1. Juli 1962 spendete ihm der Wiener Erzbischof Kardinal Franz König; Mitkonsekratoren waren Erzbischof Franz Jáchym, Koadjutor von Wien, und Josef Schoiswohl, Bischof von Graz-Seckau. 
Jakob Weinbacher war Konzilsvater aller vier Sitzungsperioden des Zweiten Vatikanischen Konzils.
Er war Mitglied der katholischen Studentenverbindungen KÖStV Nibelungia Wien (ab 1923), KÖHV Nordgau Wien, KAV Bajuvaria Wien, KHV Welfia Klosterneuburg und KÖStV Rudolfina Wien.
Sein Grab befindet sich in der Domherrengruft des Wiener Stephansdoms.

## Wappen
Weinbachers Bischofswappen zeigte in Blau schrägrechts einen goldenen Wellenbalken, oben und unten begleitet von einer silbernen Jakobsmuschel. Wahlspruch: PRO FIDE ET PRO JUSTITIA.